# Il mondo dell'illusione
Il mondo dell'illusione è il primo album in studio pubblicato da Tormento dopo aver lasciato i Sottotono. Il disco è uscito nel 2004 per Antibe Music.

## Tracce
1. Ti seguirò
2. Distorsioni
3. La mia musica Pt. 1
4. Un pensiero positivo
5. My Life
6. Dynamite
7. La mia musica Pt. 2
8. Stabbin' U
9. Rollalo
10. Una giornata del cazzo
11. Un brutto ricordo (Reprise)
12. La mia musica Pt. 3
13. Sweety